# Казаните (Пирин)
 Тази статия е за местността в Пирин.  За резервата в Родопите вижте Казаните.  За водопада вижте Казаните (водопад).
Казаните е местност в Пирин под връх Вихрен в североизточна посока или към хижа Бъндерица. Това са два дълбоки циркуса – Малкият казан се намира по-ниско (2200 м) и е обраснал с трева, докато Големият казан е разположен на височина 2400 м и цялото му дъно е затрупано с камъни, които с времето са се отчупвали от двата околни върха – Вихрен и Кутело. Големият казан има размери 1100 на 1200 м. Името си са получили от своята форма и от факта, че често от тях се издигат мъгли. Оградните им склонове са стръмни и лавиноопасни. През тях минава пътеката от хижа Бъндерица към връх Вихрен и към Кончето. В Големия казан има построен малък заслон. Тъй като местността е карстова (скалите, от които е съставен целият район, са мрамор), в Казаните не се задържа вода, нито текат каквито и да било реки или поточета. От Големия казан започва стената на връх Вихрен, висока до 300 м, която е обект на алпинизъм. В основа и има малък снежник – там снегът се задържа през цялата година. Размерите на снежника са до 90 м дължина и 40 м ширина, а дебелината на фирнования сняг е над 10 м. На него много често могат да се видят диви кози, които изобилстват в местността. Казаните са находища на еделвайс. Изходни пунктове за местността са хижите Бъндерица и Вихрен.